# Sportgala
Het Sportgala is een jaarlijks evenement in België. Nederland en Suriname, bekend in de sportwereld. 
In 2020 was er in zowel Nederland als België geen sportgala, omdat bijna alle sportevenementen moesten worden afgelast vanwege de coronapandemie die dat jaar uitbrak met als gevolg dat veel Nederlandse en Belgische sporters hun sport niet hebben kunnen beoefenen. Hierdoor konden de onderstaande prijzen dat jaar niet worden uitgereikt. In 2021 vond eveneens vanwege de coronapandemie het Sportgala plaats zonder publiek. 

## Verkiezingen België
- Sportman van het jaar
- Sportvrouw van het jaar
- Sportbelofte van het jaar
- Sportploeg van het jaar
- Paralympiër van het jaar
- Sportcoach van het jaar

## Verkiezingen Nederland
- Sportvrouw van het jaar
- Sportman van het jaar
- Paralympische sporter van het jaar
- Coach van het jaar
- Sportploeg van het jaar
- Sporttalent van het jaar

## Verkiezingen Suriname
Het jaarlijkse sportgala wordt in Suriname georganiseerd door de Vereniging van Sportjournalisten in Suriname (VSJS). Er worden in allerlei sporten sporters van het jaar gekozen, en daarnaast:
- Sportman en sportvrouw van het jaar
- Voetballer van het jaar